# Cándido José Ruano
Cándido José Ruano (El Viso, c. 14 de junio de 1760-Toledo, 17 de marzo de 1803) fue un compositor y maestro de capilla español.

## Vida
Fue bautizado en El Viso, el 14 de junio de 1760. Se formó en la Catedral de Toledo, probablemente bajo el magisterio de Francisco Juncá, puesto que en 1782, en Ávila, se presentaba como seise de Toledo.
En 1781 se presentó a las oposiciones para el magisterio de la Catedral de Plasencia, vacada tras el traslado del maestro  Lino del Río a Madrid. Se presentaron, además de Ruano, que no llegó a ser calificado, Juan José Bueno, tenor de la Catedral de Coria; Fernando Ferandiere, músico de Madrid; Vicente Hernández, quizás el mismo Vicente Fernández nombrado como maestro de capilla de El Pilar; Melchor López Jiménez, cantor de la Real Capilla de Madrid; y Raimundo Luis Forné, músico de Madrid.
En 1782 fue nombrado maestro de capilla de la Catedral de Ávila, cuyo magisterio había quedado vacante tras el fallecimiento del maestro Francisco Vicente Navarro en 1781.
El 14 de diciembre de 1792 fue nombrado maestro de capilla de la Catedral de Toledo, primada de España, en sustitución de Francisco Juncá, que se había jubilado ese mismo año. Tomó posesión del cargo, uno de los más prestigiosos de España, el 5 de marzo de 1793, permaneciendo diez años, hasta su fallecimiento el 17 de marzo de 1803.

## Obra
Las obras de Ruano se conservan en el Monasterio de Montserrat, las catedrales de Toledo y Astorga, y sobre todo en la Catedral de Ávila. En total se han conservado unas cien composiciones; en latín, catorce salmos, seis himnos, siete lamentaciones, catorce responsorios, entre otros, y en romance sobre todo villancicos.
Su estilo es típico de finales del siglo XVIII español: austero, con reminiscencias del polifonía del siglo XVI, pero con mayor número de instrumentos y un vocabulario armónico más amplio. Fue abandonando la música en romance, para componer cada vez más en latín.